# República de Yucatán
La República de Yucatán va ser un estat independent conformat pel territori històric de l'estat de Yucatan (que avui dia comprèn els estats mexicans de Yucatán, Quintana Roo i Campeche). La República del Yucatán es va independitzar de Mèxic en dues ocasions el segle xix atès que els ciutadans volien un govern federalista que respectés l'autonomia de l'estat i no pas el govern centralista imposat aleshores pel sector conservador del país que havia arribat al poder.

## Antecedents històrics
La capitania general del Yucatán es va unir a les forces independentistes del centre de la Nova Espanya assolint la independència d'Espanya el 1821. Amb l'establiment del govern republicà i l'aprovació de la Constitució Federal de 1824, Mèxic es conformaria com una federació d'estats lliures, sobirans i autònoms units en la nació mexicana, i la capitania general de Yucatán es va erigir com un dels estats. Aquest estatus satisfeia els ideals dels diversos territoris que conformaven la federació, i del poble yucatec. Els 1835, però, el centralistes van arribar al poder, i van dissoldre la federació, establint un sistema centralista de govern, limitant l'autonomia i sobirania dels estats. Diversos estats es van revoltar, com ara Texas que, amb el suport dels nord-americans, s'independitzaria de Mèxic el 1836, i Nuevo León que conformaria una efímera república que seria sufocada per les forces d'Antonio López de Santa Anna. El poble yucatec, com a defensor del federalisme mexicà, també s'aixecaria contra el govern centralista.

## Primera independència

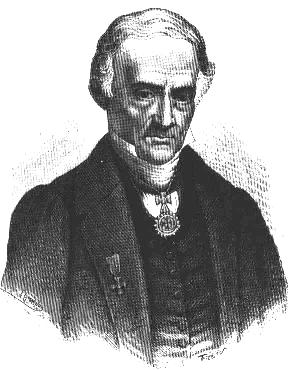
Andrés Quintana Roo.

L'exèrcit federalista de Yucatán, encapçalat pel capità Santiago Imán, va prendre la ciutat mexicana de Valladolid, i el 12 de febrer, 1840 van promulgar una acta en la qual establien que el federalisme hauria de ser restablert com a forma de govern a Mèxic, i la reinstauració de la constitució de 1824. Sis dies després van prendre la ciutat de Mérida, capital de l'estat, sota el comandament d'Anastasio Torrens, i es va signar l'acta que declarava la independència de Yucatán fins que fos restaurat el govern federalista mexicà que reconegués l'autonomia dels estats sota la constitució de 1824. La ciutat de Campeche, després d'un setge militar, va caure en poder dels federalistes el 6 de juny. El govern centralista de Mèxic va declarar la guerra a la nova República de Yucatán. L'1 d'octubre, 1841, la Cambra de Diputats de l'estat de Yucatán, va aprovar l'acta d'independència de la Península de Yucatán.
Altres estats s'aixecarien també, afeblint el govern centralista del president Anastasio Bustamante. Antonio López de Santa Anna, un altre polític centralista va reunir als rebels, i va prendre la presidència l'octubre, 1841. Yucatán no va donar el seu suport a Santa Anna, fins que es restablís el govern federalista. Santa Anna va designar a Andrés Quintana Roo, un polític yucatec, per restablir el diàleg amb el Congrés de Yucatán perquè es reincorporés a Mèxic. El diàleg va reeixir, i per mitjà dels tractats del 28 i 28 de novembre, 1841, Yucatán es reincorporava a Mèxic, però, conservava les seves lleis, els seus aranzels de duanes, i la lliure introducció de mercaderies als ports de la península; és a dir, mantenia un estatus diferenciat de la resta de les províncies. Aquests tractats, tanmateix, van ser ignorats pel govern de Santa Anna, i el Congrés yucatec no va acceptar la reincorporació definitiva. Santa Anna va enviar l'exèrcit, però les seves forces no van poder prendre la ciutat de Mérida, i se'n van retirar el 24 d'abril, 1843.
La República de Yucatán, per mitjà d'una nova constitució aprovada el 1841, reafirmava la seva independència. Aquesta constitució era molt nova i liberal: establia garanties i drets fonamentals pels residents i estrangers i es declarava la llibertat religiosa dels residents i dels futurs immigrants.

## Reincorporació a Mèxic
Santa Anna va prohibir l'entrada dels vaixells yucatecs al territori mexicà i el trànsit i comerç amb la península. Amb la ruptura comercial, l'economia de Yucatán es va enfonsar greument. Atès que les forces yucateques havien derrotat a les forces de Santa Anna, el govern yucatec va negociar la reincorporació de l'estat a Mèxic sempre que es reconegués la seva autonomia, un estatus que la resta dels estats, no tenien sota el govern centralista.

## Segona independència

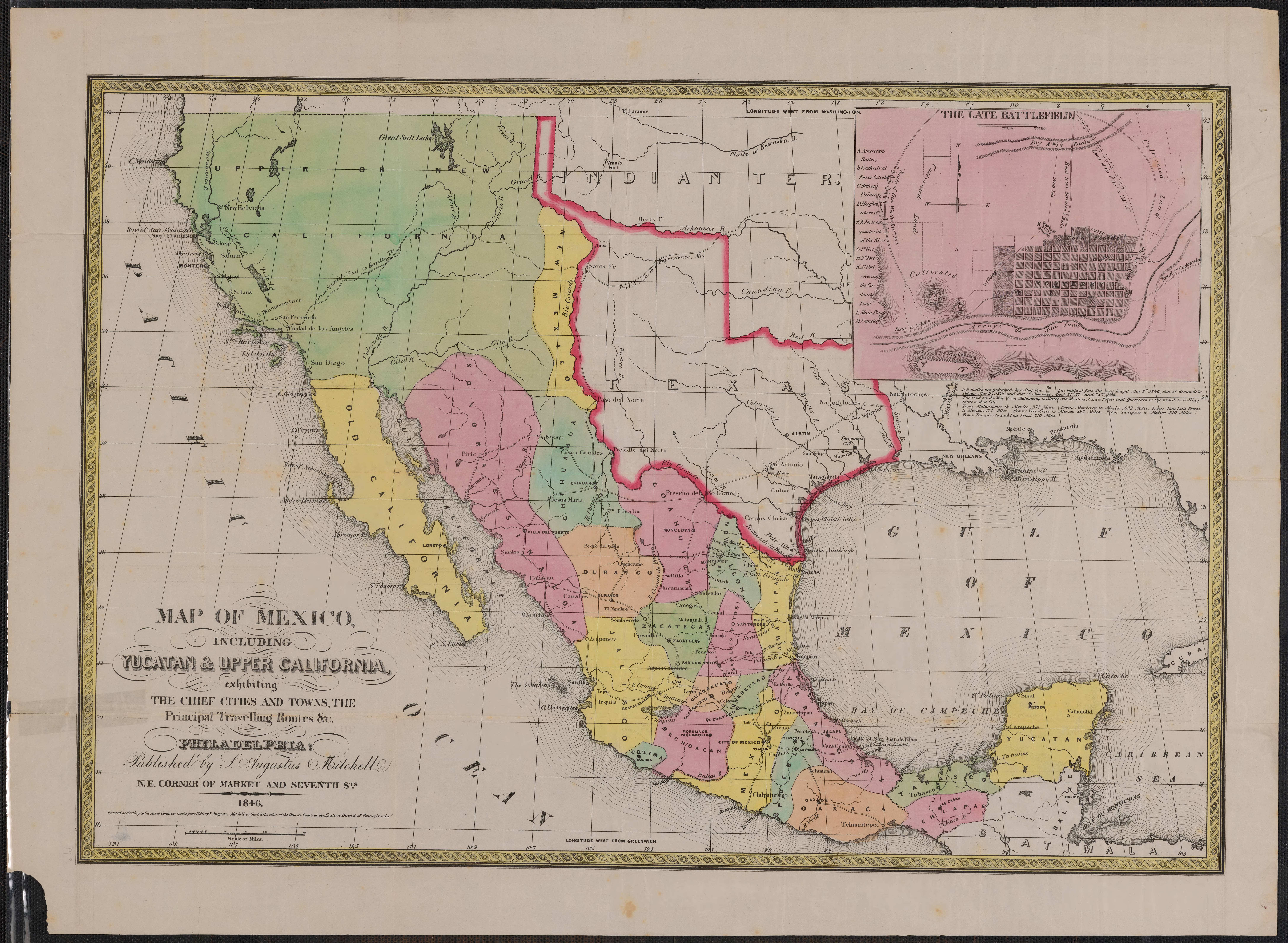
Mèxic el 1847

El nou president centralista, Herrera, va revisar els tractats d'incorporació de Yucatán i els va declarar contraris a les Bases Orgàniques de la nació, abolint-los el 1845. L'1 de gener, 1846, l'Assemblea Departamental de Yucatán, va declarar la independència de Mèxic per segona ocasió. Yucatán, però, estava dividit internament entre els partidaris de Miguel Barbachano, que havia aconseguit la reincorporació de Yucatán amb estatus especial i que estaven congregats a la capital, Mérida, i els partidaris de Santiago Méndez, congregats al port de Campeche, localitzat a la regió occidental de l'estat.
El 25 de setembre, 1846, el govern mexicà va derogar les lleis centralistes, i es va restablir la constitució federalista de 1824. Mérida va rebre la notícia de bon grat, i el govern va manifestar la seva intenció de reincorporar-se a la federació el 2 de novembre, 1846. No obstant això, els partidaris de Campeche es van manifestar contra la reincorporació, atès que havia començat la Guerra Estats Units-Mèxic. El 1847 les tropes nord-americanes van arribar al port de Campeche, i el govern yucatec va declarar-se neutral en la guerra, per tal de recuperar el control del port. Les diferències ideològiques entre Campeche i Mérida s'agreujarien, i Campeche es va pronunciar en contra del govern de Mérida, el 8 de desembre, 1846. Van prendre el control de la península, i la capital de la República del Yucatán es va traslladar a Campeche.
El govern yucatec, des de Campeche, va enviar a Washington, una delegació per evitar el bloqueig de la resta dels ports de la península i per manifestar la posició neutral de Yucatán en la guerra Estats Units-Mèxic. Per a Yucatán, mantenir l'obertura dels ports comercials era crucial per la seva economia, i no dubtarien en oferir l'adhesió de la República a la federació nord-americana per tal d'aconseguir-la.

## Reincorporació definitiva a Mèxic
Una altra força va canviar el curs de la nova República. El poble indígena maia, cansat de la situació d'injustícia social, es va aixecar el 30 de juliol, 1847, contra la població blanca i mestissa de la península, en allò que s'ha anomenat històricament la "Guerra de Castes". Aquesta guerra cruenta, va danyar severament l'economia i l'estabilitat social de la península. Santiago Méndez no va poder controlar la situació i va enviar una comissió formal a Washington, primerament, per sol·licitar l'annexió de Yucatán a la federació nord-americana, per tal d'aconseguir prou suport militar per sufocar la rebel·lió i la violència. No obstant això, la petició va ser rebutjada pel Congrés d'aquest país. Méndez va realitzar un oferiment similar al governador de l'illa de Cuba, als ministres d'Espanya i Anglaterra, oferint la sobirania de la peninsula en canvi de suport militar. Cap país va acceptar l'oferiment.
Méndez va renunciar al govern, i Barbechano va reprendre'n possessió l'abril de 1848. Barbechano va sol·licitar el suport militar i econòmic de Mèxic per aturar la guerra interna. El president mexicà va acceptar la reannexió de Yucatán a la federació, i va enviar el suport econòmic i militar demanat.
Per les diferències polítiques internes de l'estat de Yucatán, la regió del Campeche se'n va separar, i va formar un estat més de la federació mexicana el 1857, i l'any següent s'escriuria una nova constitució que reafirmava el federalisme mexicà. El federalisme mai no seria abolit, llevat del breu període de tres anys del Segon Imperi Mexicà de 1864-1867. Encara que la gravetat de la Guerra de Castes acabaria pocs anys després de la reincorporació de Yucatán a la federació mexicana, la violència no acabaria sinó fins als primers anys del segle xx. Poc després d'aconseguir la pau, per decisió presidencial, es va separar el territori sudenc de Yucatan, formant-se el territori de Quintana Roo, que aconseguiria l'estatus d'estat de la federació la dècada de 1970.

## Regionalisme yucatec
Yucatán ha mantingut una cultura única dintre del federalisme mexicà. Yucatán es diferencia de la resta del país en molts aspectes culturals i fins i tot lingüístics, atès que la varietat dialectal de l'espanyol yucatec conté molts préstecs de la llengua maia i fins i tot d'altres llengües europees dels immigrants que s'hi van establir, a més d'una fonètica i entonació única. Hi viuen un nombre considerable de descendents maies i els residents han conservat llurs tradicions i llur identitat com a poble maia. Yucatán fou fins als primers anys del segle XXI l'únic estat mexicà que onejava de facto una bandera pròpia, la derivada dels períodes en què va ser independent de Mèxic.